# Rochau
Rochau est une commune allemande de l'arrondissement de Stendal, Land de Saxe-Anhalt.

## Géographie
Rochau se situe dans l'Altmark.
La commune comprend Häsewig (dont Alter Ziegelei), Rochau (dont Wilhelminenhof), Schartau, Klein Schwechten et Ziegenhagen.
|         | Osterburg | Goldbeck  |
| Bismark | Rochau    | Eichstedt |
|         | Stendal   |           |

Rochau se trouve sur la Bundesstraße 189.

## Histoire
Rochau est mentionné pour la première fois en 1238 sous le nom de Rocgawe.
En avril 1935, Rochau et Schwarzenhagen fusionnent. En janvier 1973, Schartau et Rochau fusionnent. Dans le cadre de la réorganisation municipale de Saxe-Anhalt, la commune voisine de Klein Schwechten est incorporée par la loi à Rochau en janvier 2011.

## Personnalités liées à la commune
- Johannes Gottschick (1847-1907), théologien évangéliste.
- Käthe Lipke (1881-1969), peintre.

Le siège de la famille von Rochow est probablement Rochau.